# 나탈리아 무리나
나탈리아 무리나(에스토니아어: Natalja Murina, 1979년 2월 28일 ~ )는 에스토니아의 배우이다.